# Olo-Olo
Olo-Olo ist eine osttimoresische Aldeia im Suco Lour (Verwaltungsamt Bobonaro, Gemeinde Bobonaro). 2015 lebten in der Aldeia 35 Menschen.

## Geographie
Olo-Olo bildet den Mittelteil des Sucos Lour. Nördlich befindet sich die Aldeia Heliquei und südlich die Aldeia Galitaz. Im Westen grenzt Olo-Olo an den Suco Sibuni und im Osten an die zum Verwaltungsamt Zumalai gehörenden Sucos Lour und Lepo. Die Westgrenze bildet der Fluss Loumea, die Ostgrenze sein Nebenfluss, der Bemutin.
Im Nordwesten steigt das Land zum Berg Lour an. Östlich von ihm verläuft eine Straße durch die Aldeia. An ihr liegt im Norden das Dorf Olo-Olo. Hier befindet sich auch ein Friedhof.

## Infrastruktur
Olo-Olo war 2025 noch nicht an das Stromnetz angeschlossen.

## Politik
2023 wurde Costantinho da Costa zum Chefe de Aldeia gewählt.